# Kwas benzenosulfonowy
Kwas benzenosulfonowy – organiczny związek chemiczny z grupy aromatycznych kwasów sulfonowych.
Tworzy białe kryształy dobrze rozpuszczalne w wodzie i etanolu. Otrzymywany jest w wyniku sulfonowania benzenu stężonym kwasem siarkowym w temperaturze 170–180 °C: